# Nepenthes distillatoria
Nepenthes distillatoria är en tvåhjärtbladig växtart som beskrevs av Carl von Linné. Nepenthes distillatoria ingår i släktet Nepenthes och familjen Nepenthaceae. Inga underarter finns listade i Catalogue of Life.

## Bildgalleri

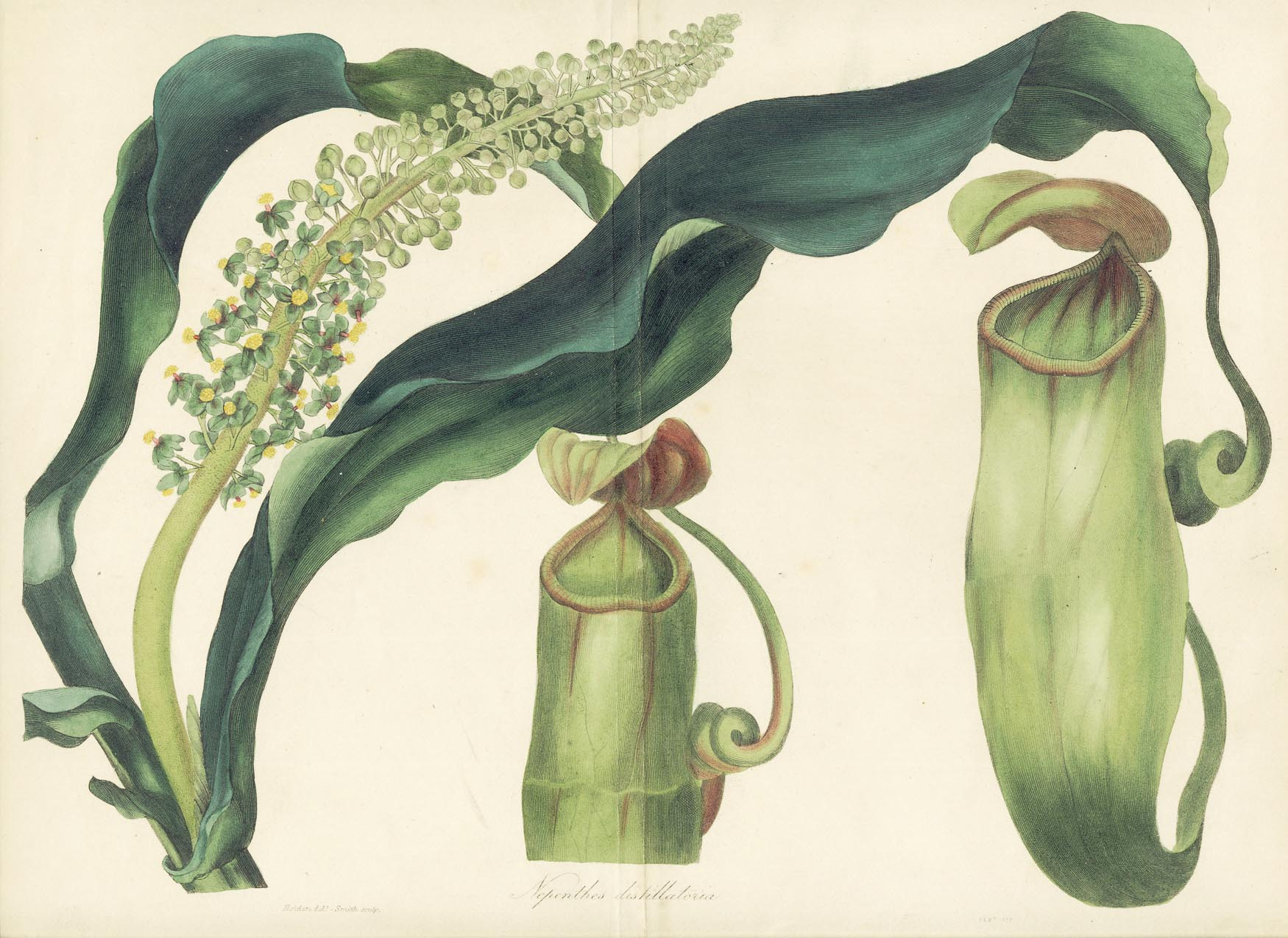
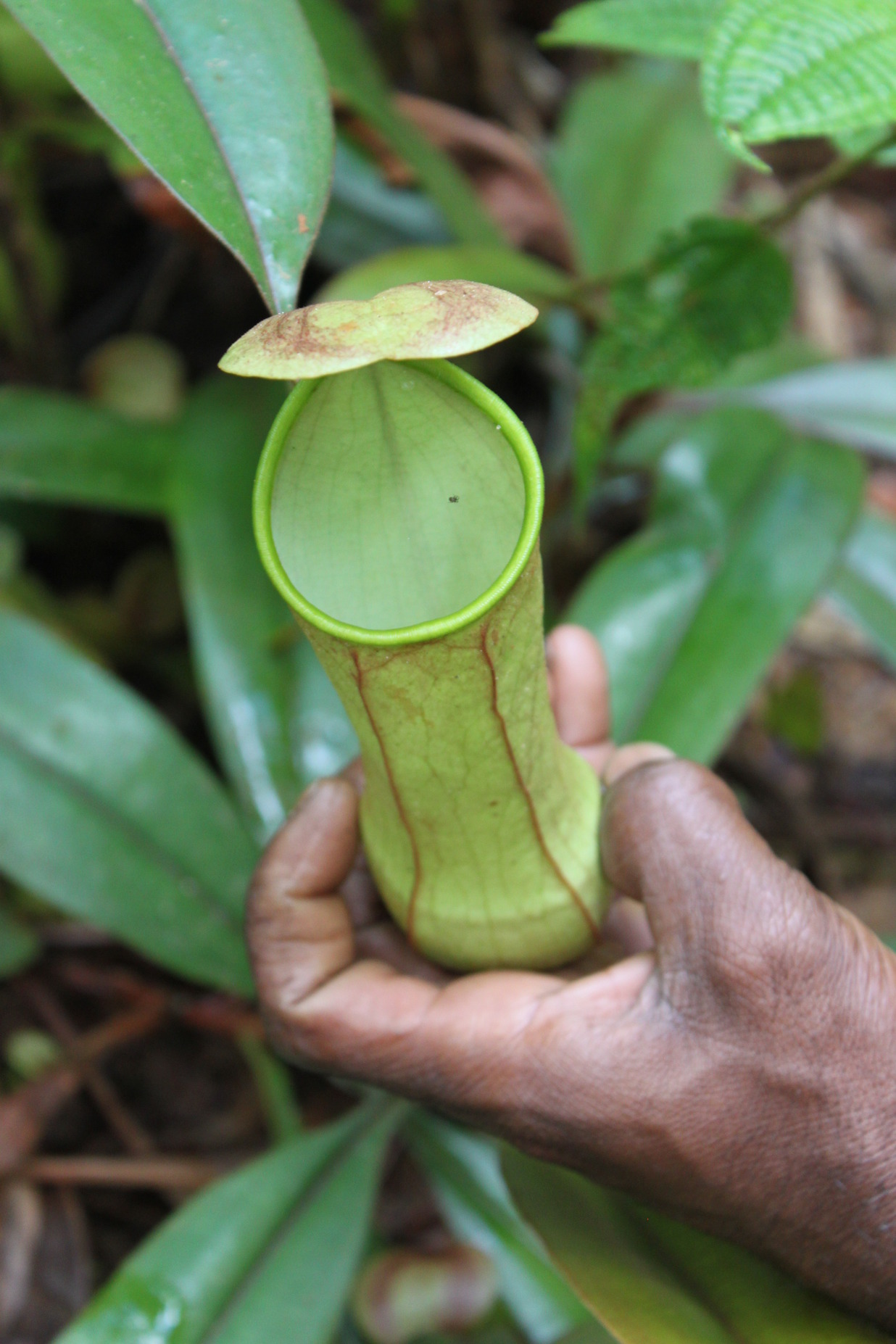
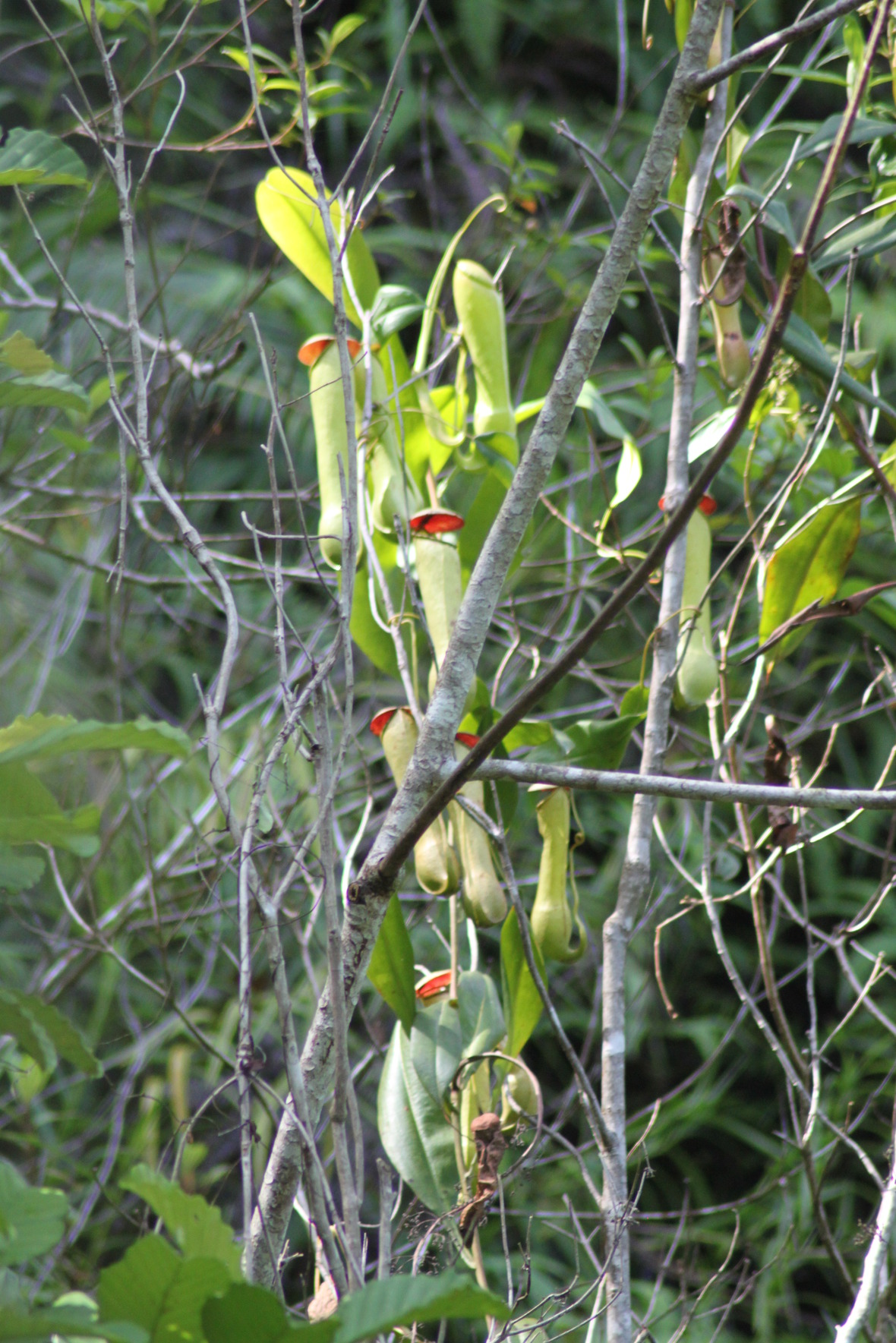
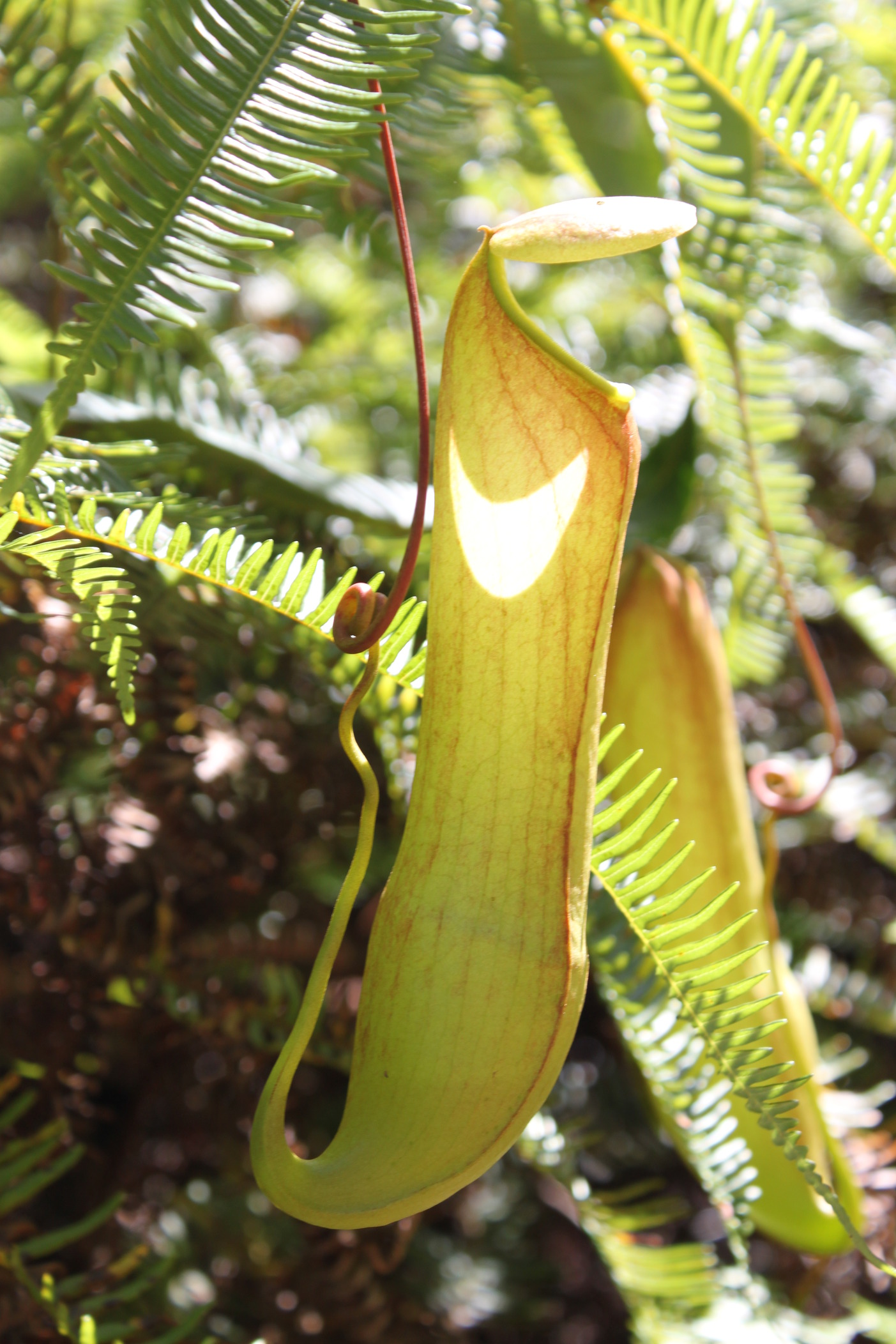
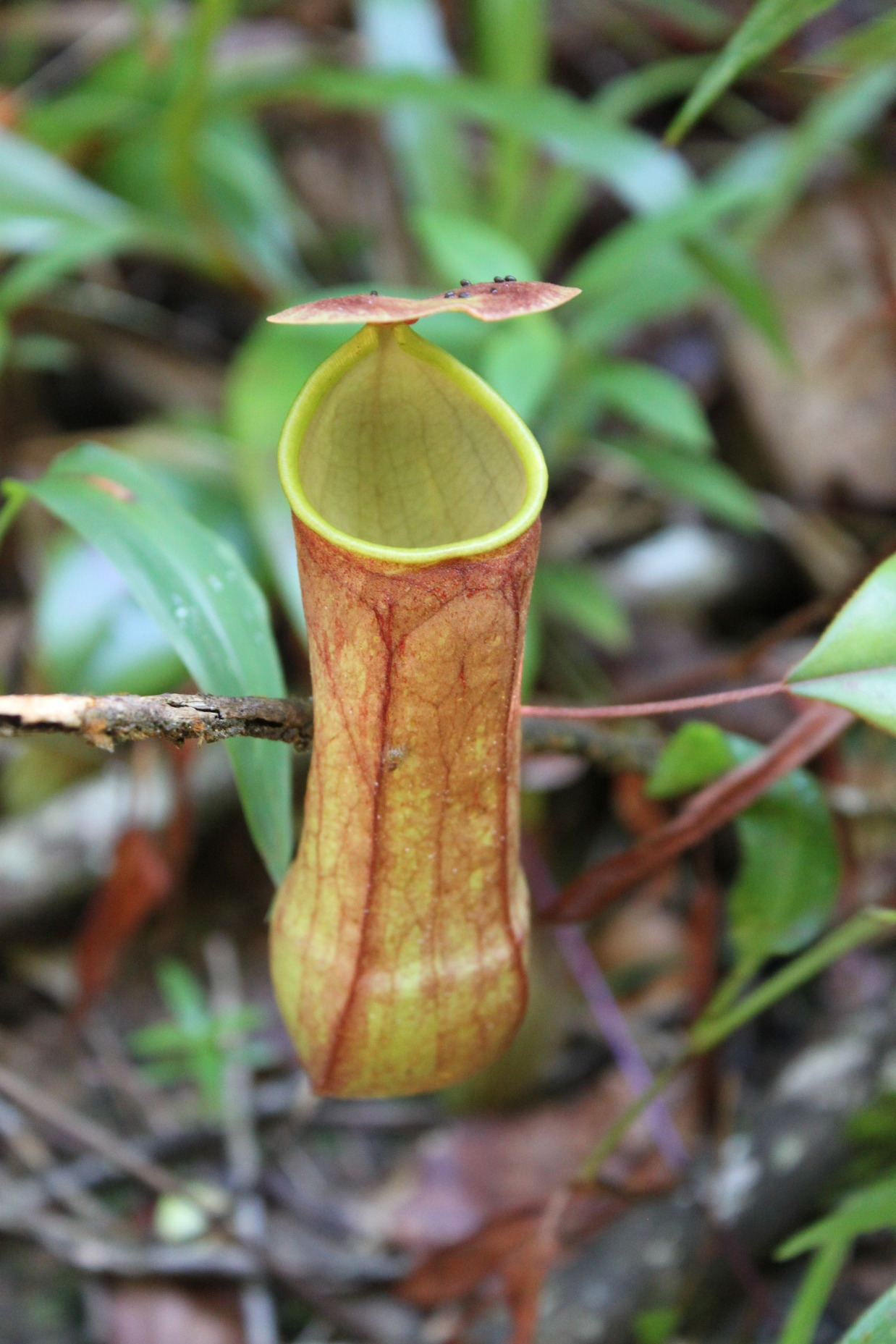
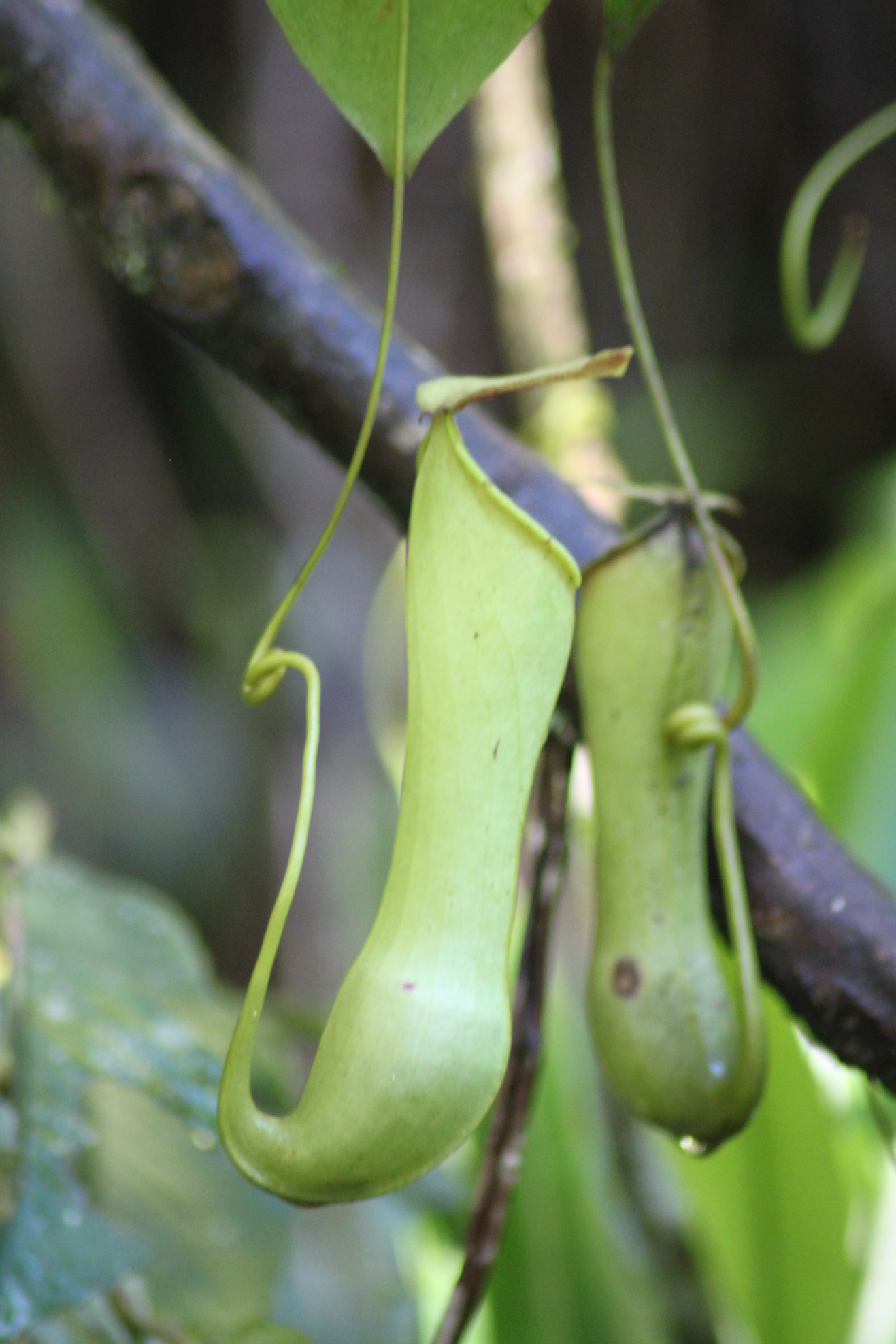